# Stefano Malinverni
Stefano Malinverni, né le 14 mai 1959 à Cinisello Balsamo (Lombardie) et mort le 19 juin 2024 à Milan (Lombardie), est un coureur italien spécialiste du 400 mètres. 

## Biographie
Stefano Malinverni a été médaillé olympique lors du relais 4 × 400 mètres aux Jeux olympiques d'été de 1980 à Moscou, en décrochant le bronze aux côtés de Roberto Tozzi, Mauro Zuliani et Pietro Mennea.

## Palmarès

### Jeux olympiques d'été
- 1980 à Moscou ( Union soviétique)
  - éliminé en série sur 400 m
  -  Médaille de bronze en relais 4 × 400 m

### Championnats du monde d'athlétisme
- 1983 à Helsinki ( Finlande)
  - 5e en relais 4 × 400 m

### Championnats d'Europe d'athlétisme en salle
- 1979 à Vienne ( Italie)
  -  Médaille d'argent sur 400 m
- 1981 à Grenoble ( France)
  -  Médaille de bronze sur 400 m